# Josimar
Josimar, właśc. Josimar Higino Pereira (ur. 19 września 1961 w Rio de Janeiro) – brazylijski piłkarz grający na pozycji prawego obrońcy.
Pierwszym jego klubem w karierze było Botafogo, w którym zadebiutował w 1982 roku. Następnie grał w takich klubach jak: Sevilla FC, CR Flamengo, SC Internacional, Novo Hamburgo, Bangu AC, Uberlândia, Ceará, Jorge Wilstermann, Fast oraz wenezuelski Mineros Guayana, w barwach którego zakończył karierę w 1997 roku. W swojej karierze zwyciężył w Campeonato Carioca (1989) i w Campeonato Cearense w 1992.
W reprezentacji Brazylii Josimar zadebiutował 12 czerwca 1986 roku w wygranym 3:0 meczu Mistrzostw Świata w Meksyku z Irlandią Północną, w którym zdobył gola. W kadrze narodowej od 1986 do 1989 roku rozegrał 16 spotkań i strzelił 2 gole. Był w kadrze Brazylii na Copa América 1987 i Copa América 1989, które Brazylia wygrała.